# إد هيرمان
إد هيرمان (بالإنجليزية: Ed Herman) هو فنان قتال مختلط أمريكي، ولد في 2 أكتوبر 1980 في فانكوفر في الولايات المتحدة.

## وصلات خارجية
- إد هيرمان على موقع يو إف سي (الإنجليزية)
- إد هيرمان على موقع شيردوغ (الإنجليزية)
- إد هيرمان على موقع Tapology.com (الإنجليزية)
- إد هيرمان على موقع IMDb (الإنجليزية)
- إد هيرمان على موقع قاعدة بيانات الفيلم (الإنجليزية)